# Campeonato Brasileiro de Futebol Sub-20 de 2013
O Campeonato Brasileiro de Futebol Sub-20 de 2013 foi a 8ª edição do campeonato e aconteceu entre os dias 5 e 21 de dezembro de 2013.
O campeonato foi realizado no estado do Rio Grande do Sul, organizado pela Federação Gaúcha de Futebol e em parceria com a Confederação Brasileira de Futebol. Participaram as 20 equipes do Campeonato Brasileiro Série A do ano, exceto quando alguma equipe desiste de participar, dando lugar a uma equipe do Campeonato Brasileiro Série B.
Após vitória sobre o Palmeiras (tal como na primeira fase) por 2 a 0, o Internacional sagrou-se bicampeão do torneio, repetindo o feito de 2006.

## Participantes
| Equipe              | Estado            | Títulos              |
| ------------------- | ----------------- | -------------------- |
| Atlético Mineiro    | Minas Gerais      | 0 (não possui)       |
| Atlético Paranaense | Paraná            | 0 (não possui)       |
| Bahia               | Bahia             | 0 (não possui)       |
| Botafogo            | Rio de Janeiro    | 0 (não possui)       |
| Corinthians         | São Paulo         | 0 (não possui)       |
| Coritiba            | Paraná            | 0 (não possui)       |
| Criciúma            | Santa Catarina    | 0 (não possui)       |
| Cruzeiro            | Minas Gerais      | 3 (2007, 2010, 2012) |
| Goiás               | Goiás             | 0 (não possui)       |
| Flamengo            | Rio de Janeiro    | 0 (não possui)       |
| Fluminense          | Rio de Janeiro    | 0 (não possui)       |
| Grêmio              | Rio Grande do Sul | 2 (2008, 2009)       |
| Internacional       | Rio Grande do Sul | 1 (2006)             |
| Náutico             | Pernambuco        | 0 (não possui)       |
| Palmeiras           | São Paulo         | 0 (não possui)       |
| Ponte Preta         | São Paulo         | 0 (não possui)       |
| Portuguesa          | São Paulo         | 0 (não possui)       |
| Santos              | São Paulo         | 0 (não possui)       |
| Vasco da Gama       | Rio de Janeiro    | 0 (não possui)       |
| Vitória             | Bahia             | 0 (não possui)       |

## Regulamento
As 20 equipes, divididas em quatro chaves, se enfrentam em turno único dentro dos próprios grupos, sendo que 2 avançam para a fase seguinte. Em caso de igualdade na pontuação, são critérios de desempate: 
- mais vitórias;
- melhor saldo de gols;
- mais gols pró;
- confronto direto;
- menos cartões vermelhos;
- menos cartões amarelos;
- sorteio.

As fases de quartas, semifinal e final são jogadas no sistema mata-mata em jogo único. Em caso de empate no tempo regulamentar, o classificado ou campeão será apurado através da disputa de pênaltis.

## Primeira fase
A competição teve início em 5 de dezembro de 2013, com quatro jogos ocorridos nesse dia. Coritiba e Ponte Preta iniciaram o primeiro dia de competição às 14 horas, que terminou com a vitória do Coritiba por 2–1. Corinthians e Coritiba foram os classificados no grupo A, ambos com 9 pontos, mas o Corinthians se classificando em primeiro devido ao saldo de gols. Situação semelhante ocorreu no grupo B, onde Flamengo se classificou em primeiro e o Vitória em segundo. Pelo grupo C, o Grêmio obteve a melhor campanha da primeira fase, vencendo todos os quatro jogos disputados, permanecendo com 100% de aproveitamento, com o Cruzeiro passando em segundo lugar. Por fim, no grupo D, o Internacional passou em primeiro com 9 pontos e o Palmeiras em segundo com 6 pontos, o mesmo número da Portuguesa, porém o time alviverde terminou com saldo de gols superior.

### Grupo A
| Pos. | Equipe      | Pts | J | V | E | D | GP | GC | SG |
| ---- | ----------- | --- | - | - | - | - | -- | -- | -- |
| 1    | Corinthians | 9   | 4 | 3 | 0 | 1 | 7  | 3  | +4 |
| 2    | Coritiba    | 9   | 4 | 3 | 0 | 1 | 9  | 6  | +3 |
| 3    | Goiás       | 9   | 4 | 3 | 0 | 1 | 8  | 5  | +3 |
| 4    | Fluminense  | 3   | 4 | 1 | 0 | 3 | 5  | 7  | −2 |
| 5    | Ponte Preta | 0   | 4 | 0 | 0 | 4 | 2  | 10 | −8 |

| 5 de dezembro | Coritiba                      | 2 – 1     | Ponte Preta  | Passo D'Areia, Porto Alegre   |
| 14:00         | Paulo Victor 46' · Denner 58' | Relatório | Ferreira 64' | Árbitro: RS Luiz Carlos Boaro |

| 5 de dezembro | Fluminense | 0 – 1     | Corinthians | Passo D'Areia, Porto Alegre     |
| 16:00         |            | Relatório | Marlon 38'  | Árbitro: RS Leandro José Alflen |

| 7 de dezembro | Goiás                 | 2 – 3     | Coritiba                                   | Passo D'Areia, Porto Alegre      |
| 15:30         | Paulo 2' · Felipe 78' | Relatório | Paulo Victor 31' · Denner 35' · Thiago 74' | Árbitro: RS Peterson Luiz Regert |

| 7 de dezembro | Ponte Preta | 1 – 4     | Fluminense                                                | Passo D'Areia, Porto Alegre           |
| 17:30         | Francis 32' | Relatório | Marlon 18' · Matheus Pato 78' · Gustavo Scarpa 80', 90+1' | Árbitro: RS Érico Andrade de Carvalho |

| 9 de dezembro | Fluminense   | 1 – 2     | Goiás                     | Passo D'Areia, Porto Alegre   |
| 15:30         | Euller 45+1' | Relatório | Murilo 31' · Pitter 90+2' | Árbitro: RS Eder Davi Zanella |

| 9 de dezembro | Corinthians               | 2 – 0     | Ponte Preta | Passo D'Areia, Porto Alegre           |
| 17:30         | Denner 33' · Zé Paulo 44' | Relatório |             | Árbitro: RS Rogério Furtado Gonçalves |

| 11 de dezembro | Coritiba                           | 3 – 0     | Fluminense | Passo D'Areia, Porto Alegre          |
| 15:30          | Juninho 15' · Léo 56' · Denner 65' | Relatório |            | Árbitro: RS Alessandro Vanni Mocelin |

| 11 de dezembro | Goiás                  | 2 – 1     | Corinthians | Passo D'Areia, Porto Alegre    |
| 17:30          | David 7' · Rodrigo 58' | Relatório | Rodrigo 45' | Árbitro: RS Diego Almeida Real |

| 13 de dezembro | Ponte Preta | 0 – 2     | Goiás                  | Passo D'Areia, Porto Alegre             |
| 17:00          |             | Relatório | Murilo 17' · Paulo 45' | Árbitro: RS Anderson da Silveira Farias |

| 13 de dezembro | Corinthians                    | 3 – 1     | Coritiba    | Passo D'Areia, Porto Alegre     |
| 19:00          | Léo 29', 47' · P. Henrique 42' | Relatório | Juninho 88' | Árbitro: RS Luis Teixeira Rocha |

### Grupo B
| Pos. | Equipe           | Pts | J | V | E | D | GP | GC | SG |
| ---- | ---------------- | --- | - | - | - | - | -- | -- | -- |
| 1    | Flamengo         | 9   | 4 | 3 | 0 | 1 | 7  | 4  | +3 |
| 2    | Vitória          | 9   | 4 | 3 | 0 | 1 | 5  | 3  | +2 |
| 3    | Náutico          | 7   | 4 | 2 | 1 | 1 | 3  | 3  | 0  |
| 4    | Atlético Mineiro | 4   | 4 | 1 | 1 | 2 | 3  | 3  | 0  |
| 5    | Santos           | 0   | 4 | 0 | 0 | 4 | 3  | 8  | −5 |

| 6 de dezembro | Atlético Mineiro | 0 – 1     | Flamengo | Passo D'Areia, Porto Alegre |
| 15:30         |                  | Relatório |          |                             |

| 6 de dezembro | Santos | 0 – 1     | Náutico | Passo D'Areia, Porto Alegre |
| 17:30         |        | Relatório |         |                             |

| 8 de dezembro | Náutico | 0 – 0     | Atlético Mineiro | Passo D'Areia, Porto Alegre |
| 15:30         |         | Relatório |                  |                             |

| 8 de dezembro | Vitória | 2 – 1     | Santos | Passo D'Areia, Porto Alegre |
| 17:30         |         | Relatório |        |                             |

| 10 de dezembro | Flamengo | 2 – 1     | Santos | Passo D'Areia, Porto Alegre |
| 19:00          |          | Relatório |        |                             |

| 10 de dezembro | Náutico | 1 – 0     | Vitória | Passo D'Areia, Porto Alegre |
| 21:00          |         | Relatório |         |                             |

| 12 de dezembro | Santos | 1 – 3     | Atlético Mineiro | Passo D'Areia, Porto Alegre |
| 19:00          |        | Relatório |                  |                             |

| 12 de dezembro | Vitória | 2 – 1     | Flamengo | Passo D'Areia, Porto Alegre |
| 21:00          |         | Relatório |          |                             |

| 14 de dezembro | Flamengo | 3 – 1     | Náutico | Passo D'Areia, Porto Alegre |
| 15:30          |          | Relatório |         |                             |

| 14 de dezembro | Atlético Mineiro | 0 – 1     | Vitória | Passo D'Areia, Porto Alegre |
| 17:30          |                  | Relatório |         |                             |

### Grupo C
| Pos. | Equipe              | Pts | J | V | E | D | GP | GC | SG |
| ---- | ------------------- | --- | - | - | - | - | -- | -- | -- |
| 1    | Grêmio              | 12  | 4 | 4 | 0 | 0 | 8  | 2  | +6 |
| 2    | Cruzeiro            | 7   | 4 | 2 | 1 | 1 | 7  | 5  | +2 |
| 5    | Botafogo            | 4   | 4 | 1 | 1 | 2 | 4  | 5  | −1 |
| 4    | Criciúma            | 3   | 4 | 1 | 0 | 3 | 2  | 6  | −4 |
| 5    | Atlético Paranaense | 2   | 4 | 0 | 2 | 2 | 4  | 7  | −3 |

| 5 de dezembro | Cruzeiro | 3 – 3     | Atlético Paranaense | Antônio Vieira Ramos, Gravataí |
| 15:30         |          | Relatório |                     |                                |

| 5 de dezembro | Grêmio | 2 – 1     | Botafogo | Antônio Vieira Ramos, Gravataí |
| 17:30         |        | Relatório |          |                                |

| 7 de dezembro | Criciúma | 1 – 2     | Grêmio | Antônio Vieira Ramos, Gravataí |
| 15:15         |          | Relatório |        |                                |

| 7 de dezembro | Botafogo | 0 – 2     | Cruzeiro | Antônio Vieira Ramos, Gravataí |
| 17:15         |          | Relatório |          |                                |

| 9 de dezembro | Criciúma | 1 – 0     | Atlético Paranaense | Antônio Vieira Ramos, Gravataí |
| 16:00         |          | Relatório |                     |                                |

| 9 de dezembro | Grêmio | 2 – 0     | Cruzeiro | Antônio Vieira Ramos, Gravataí |
| 20:15         |        | Relatório |          |                                |

| 11 de dezembro | Cruzeiro | 2 – 0     | Criciúma | Antônio Vieira Ramos, Gravataí |
| 15:30          |          | Relatório |          |                                |

| 11 de dezembro | Atlético Paranaense | 1 – 1     | Botafogo | Antônio Vieira Ramos, Gravataí |
| 17:30          |                     | Relatório |          |                                |

| 13 de dezembro | Botafogo                | 2 – 0     | Criciúma | Antônio Vieira Ramos, Gravataí |
| 15:00          | Jeferson 15' · Igor 87' | Relatório |          | Árbitro: RS Roger Goulart      |

| 13 de dezembro | Atlético Paranaense | 0 – 2     | Grêmio                  | Antônio Vieira Ramos, Gravataí |
| 17:00          |                     | Relatório | Paulista 42' · Luan 82' | Árbitro: RS Diego Almeida Real |

### Grupo D
| Pos. | Equipe        | Pts | J | V | E | D | GP | GC | SG |
| ---- | ------------- | --- | - | - | - | - | -- | -- | -- |
| 1    | Internacional | 9   | 4 | 3 | 0 | 1 | 6  | 2  | +4 |
| 2    | Palmeiras     | 6   | 4 | 2 | 0 | 2 | 7  | 5  | +2 |
| 3    | Portuguesa    | 6   | 4 | 2 | 0 | 2 | 4  | 4  | 0  |
| 4    | Bahia         | 4   | 4 | 1 | 1 | 2 | 5  | 6  | −1 |
| 5    | Vasco da Gama | 4   | 4 | 1 | 1 | 2 | 2  | 7  | −5 |

| 6 de dezembro | Portuguesa                          | 2 – 1     | Internacional | Morada dos Quero-Queros, Alvorada       |
| 14:15         | Marcelinho 10' · Gabriel Xavier 61' | Relatório | PV 49'        | Árbitro: RS Anderson da Silveira Farias |

| 6 de dezembro | Vasco da Gama | 0 – 4     | Palmeiras                                                    | Morada dos Quero-Queros, Alvorada |
| 16:15         |               | Relatório | Gabriel Dias 13' · Mateus 32' · Chistopher 54' · Juninho 69' | Árbitro: RS Roger Goulart         |

| 8 de dezembro | Bahia        | 1 – 1     | Vasco da Gama         | Morada dos Quero-Queros, Alvorada          |
| 15:30         | Jeferson 15' | Relatório | Marquinhos do Sul 79' | Árbitro: RS Lucas Guimarães Rechatiko Horn |

| 8 de dezembro | Palmeiras | 0 – 1     | Portuguesa  | Morada dos Quero-Queros, Alvorada         |
| 17:30         |           | Relatório | Kennedy 34' | Árbitro: RS Jonathan Benkenstein Pinheiro |

| 10 de dezembro | Portuguesa | 1 – 2     | Bahia             | Morada dos Quero-Queros, Alvorada |
| 14:00          | Dejair 66' | Relatório | Leonardo 19', 72' | Árbitro: RS Peterson Luiz Regert  |

| 10 de dezembro | Internacional          | 2 – 0     | Palmeiras | Morada dos Quero-Queros, Alvorada |
| 16:00          | Andrigo 13' · Alex 72' | Relatório |           | Árbitro: RS Luís Teixeira Rocha   |

| 12 de dezembro | Vasco da Gama | 1 – 0     | Portuguesa | Morada dos Quero-Queros, Alvorada                |
| 15:30          | Richard 67'   | Relatório |            | Árbitro: RS Marcus Vinicius Gonçalves dos Santos |

| 12 de dezembro | Bahia | 0 – 1     | Internacional | Morada dos Quero-Queros, Alvorada     |
| 17:30          |       | Relatório | Murilo 53'    | Árbitro: RS Rogério Furtado Gonçalves |

| 14 de dezembro | Internacional                        | 2 – 0     | Vasco da Gama | Morada dos Quero-Queros, Alvorada     |
| 10:30          | Marquinhos do Sul 31' · Bertotto 64' | Relatório |               | Árbitro: RS Eleno Gonzalez Todeschini |

| 14 de dezembro | Palmeiras                                 | 3 – 2     | Bahia                       | Morada dos Quero-Queros, Alvorada      |
| 17:30          | Erik 64' · Juninho 77' · Caio Cezar 90+3' | Relatório | Railan 57' · Leonardo 90+1' | Árbitro: RS Marcelo Cavalheiro Pereira |

## Fase final
As quartas de final iniciaram-se às 10 horas do dia 15 de dezembro, com o confronto entre Corinthians e Cruzeiro. O jogo terminou empatado em 0–0, sendo decido pelo pênaltis, com a vitória do Cruzeiro por 4–3. O segundo jogo do dia 15 ocorreu às 14 horas, com o time de melhor campanha da primeira fase, o Grêmio, contra o Coritiba. O time do Rio Grande do Sul venceu o contronto por 2–0, obtendo sua quinta vitória consecutiva na competição. Os outros dois jogos ocorrerem no dia 16 de dezembro, sendo o primeiro confronto iniciando-se às 15 horas. Nesse jogo, o Palmeiras venceu o Flamengo por 3–0. Às 21 horas, ocorreu o último confronto das quartas de final, na qual o Internacional venceu o Vitória por 4–0.
As semifinais do terneio ocorreram no dia 19 de dezembro. No primeiro confronto do dia, Grêmio e Palmeiras empataram em 1–1 no tempo normal. A decisão foi decidida nos pênaltis, que terminou com a vitória do Palmeiras por 5–4. O outro confronto teve frente a frente o Internacional contra o atual campeão do torneio, o Cruzeiro. O Internacional venceu o jogo, novamente por 4–0.
A final entre Palmeiras e Internacional ocorreu em 21 de dezembro. Com os gols de Bertotto e Murilo, o Internacional ganhou o confronto por 2–0, conquistando seu segundo título brasileiro sub-20.
|  | Quartas-de-final       | Quartas-de-final       |                        |       | Semifinal | Semifinal |  |  | Final | Final |
|  |                        |                        |                        |       |           |           |  |  |       |       |
|  | 15 de dezembro - 14h00 |                        |                        |       |           |           |  |  |       |       |
|  |                        |                        |                        |       |           |           |  |  |       |       |
|  | Grêmio                 | 2                      |                        |       |           |           |  |  |       |       |
|  | Grêmio                 | 2                      | 19 de dezembro - 20h00 |       |           |           |  |  |       |       |
|  | Coritiba               | 0                      |                        |       |           |           |  |  |       |       |
|  | Coritiba               | 0                      | Grêmio                 | 1 (4) |           |           |  |  |       |       |
|  | 16 de dezembro - 15h00 |                        | Grêmio                 | 1 (4) |           |           |  |  |       |       |
|  |                        | Palmeiras (pen.)       | 1 (5)                  |       |           |           |  |  |       |       |
|  | Flamengo               | Palmeiras (pen.)       | 1 (5)                  | 0     |           |           |  |  |       |       |
|  | Flamengo               |                        | 21 de dezembro - 19h30 | 0     |           |           |  |  |       |       |
|  | Palmeiras              | 3                      |                        |       |           |           |  |  |       |       |
|  | Palmeiras              | 3                      | Palmeiras              | 0     |           |           |  |  |       |       |
|  | 15 de dezembro - 10h00 |                        | Palmeiras              | 0     |           |           |  |  |       |       |
|  |                        | Internacional          | 2                      |       |           |           |  |  |       |       |
|  | Corinthians            | Internacional          | 2                      | 0 (3) |           |           |  |  |       |       |
|  | Corinthians            | 19 de dezembro - 22h00 |                        | 0 (3) |           |           |  |  |       |       |
|  | Cruzeiro (pen.)        | 0 (4)                  |                        |       |           |           |  |  |       |       |
|  | Cruzeiro (pen.)        | 0 (4)                  | Cruzeiro               | 0     |           |           |  |  |       |       |
|  | 16 de dezembro - 21h00 |                        | Cruzeiro               | 0     |           |           |  |  |       |       |
|  |                        | Internacional          | 4                      |       |           |           |  |  |       |       |
|  | Internacional          | Internacional          | 4                      | 4     |           |           |  |  |       |       |
|  | Internacional          |                        |                        | 4     |           |           |  |  |       |       |
|  | Vitória                | 0                      |                        |       |           |           |  |  |       |       |
|  | Vitória                | 0                      |                        |       |           |           |  |  |       |       |

### Quartas-de-final
| 15 de dezembro | Corinthians | 0 – 0     | Cruzeiro | Antônio Vieira Ramos, Gravataí                       |
| 10:00          |             | Relatório |          | Árbitro: RS Francisco de Paula dos Santos Silva Neto |

|                                                         |     | Penalidades                                               |  |
| Denner Rodrigo Ualefi Tom Matheus Cotulio Lucas Douglas | 3–4 | Gabriel Nunes Eurico Bruno Edgar Judivan Alex Lucas Kevin |  |

| 15 de dezembro | Grêmio                       | 2 – 0     | Coritiba | Antônio Vieira Ramos, Gravataí    |
| 14:00          | Everton 20' · Canavarros 87' | Relatório |          | Árbitro: RS Fabrício Neves Corrêa |

| 16 de dezembro | Flamengo | 0 – 3     | Palmeiras                                          | Antônio Vieira Ramos, Gravataí           |
| 15:00          |          | Relatório | Thiago Martins 36' · Christopher 44' · Juninho 62' | Árbitro: RS Márcio Cristiano Brum Coruja |

| 16 de dezembro | Internacional                                       | 4 – 0     | Vitória | Antônio Vieira Ramos, Gravataí         |
| 21:00          | Jean 20' · Murilo 59' · Andrigo 70' · Carlinhos 85' | Relatório |         | Árbitro: RS Jean Pierre Gonçalves Lima |

### Semifinal
| 19 de dezembro | Grêmio      | 1 – 1     | Palmeiras        | Antônio Vieira Ramos, Gravataí |
| 20:00          | Everton 37' | Relatório | Gabriel Dias 22' | Árbitro: RS Anderson Daronco   |

|                                                  |     | Penalidades                                                             |  |
| Tinga Breno Canhoto Nicolas Luan Matheus Barbosa | 4–5 | Lucas Morelatto Matheus Sales Caio Cezar Christopher Mateus Müller Yuri |  |

| 19 de dezembro | Cruzeiro | 0 – 4     | Internacional                                                   | Antônio Vieira Ramos, Gravataí     |
| 22:00          |          | Relatório | Leandro 31' · Pedro Victor 38' · Murilo 59' · Andrigo 62' (pen) | Árbitro: RS Márcio Chagas da Silva |

### Final
| 21 de dezembro | Palmeiras | 0 – 2     | Internacional             | Passo D'Areia, Porto Alegre |
| 19:30          |           | Relatório | Bertotto 57' · Murilo 89' | Árbitro: RS Leandro Vuaden  |

## Premiação
| Campeão Brasileiro Sub-20 2013 |
| ------------------------------ |
| Internacional (2º título)      |